# Sacred Flesh
Pour les articles homonymes, voir Flesh.
Pour plus de détails, voir Fiche technique et Distribution.
Sacred Flesh est un film britannique réalisé par Nigel Wingrove et sorti en 2000. Sacred Flesh signifie Chair Sacrée. C'est un film de nonnesploitation.

## Synopsis
C'est l'histoire d'une mère supérieure, pieuse et chaste, qui souffre de troubles mentaux.
Elle a des visions sexuelles lesbiennes qui la tentent et la terrifient.

## Fiche technique
- Titre : Sacred Flesh: In the Midst of Life we are in Death
- Réalisateur : Nigel Wingrove
- Scénario : Nigel Wingrove
- Montage : Jake West
- Genre : Nonnesploitation
- Format : Couleurs
- Durée : 75 minutes
- Pays :  Royaume-Uni
- Date de sortie : 2000

## Distribution
- Sally Tremaine : la mère supérieure, sœur Élisabeth
- Moyna Cope : l'abbesse du couvent
- Simon Hill : père Henry
- Kristina Bill : Marie Madeleine
- Rachel Taggart : Catéchisme
- Eileen Daly : Répression
- Daisy Weston : sœur Brigitte
- Emily Booth : la fille Williams
- Nicole Bouchet : sœur Hélène
- Michelle Thorne : sœur Sarah
- Hannah Callow : sœur Hélèna
- Amanda Dawkins : sœur Marie
- Mary Grant : une nonne
- Cindy Read : sœur Correction / Jésus-Christ femme